# Kathleen McCartney (Triathletin)
Kathleen McCartney Hearst (* 25. März 1959 als Kathleen McCartney) ist eine US-amerikanische Triathletin und Siegerin des Ironman Hawaii (1982).

## Werdegang
Kathleen McCartney erlangte internationale Bekanntheit, als sie im Februar 1982 beim Ironman Hawaii die zuvor in Führung liegende Julie Moss noch kurz vor dem Ziel überholen konnte: Moss war dehydriert zusammengebrochen und konnte auf allen vieren als schließlich Zweitplatzierte die Ziellinie noch überqueren. Diese Szene wurde weltweit live übertragen und hat viele Sportler zur Teilnahme am Ironman-Wettbewerb inspiriert.
Sie legte dann eine Pause ein, in der sie sich um ihre Kinder kümmerte und startete 2003 erneut auf Kona. 2012 gingen Kathleen McCartney und Julie Moss erneut auf Hawaii an den Start. Dies war der achte Start für McCartney.
Im Oktober 2017 startete die damals 58-Jährige nach 35 Jahren erneut auf Hawaii, konnte das Rennen aber nicht beenden. 2018 startete sie erneut und belegte den 50. Rang in ihrer Altersklasse.
Kathleen McCartney Hearst lebt in La Jolla (Kalifornien).

## Sportliche Erfolge
| Datum/Jahr    | Platz | Wettbewerb             | Austragungsort    | Zeit     | Bemerkung |
| ------------- | ----- | ---------------------- | ----------------- | -------- | --- |
| 13. Okt. 2018 | 621   | Ironman Hawaii         | Hawaii            | 15:56:28 | 50. Platz in der Altersklasse |
| 14. Okt. 2017 | DNF   | Ironman Hawaii         | Hawaii            | –        | Rennabbruch nach dem Schwimmen |
| 8. Okt. 2016  | 532   | Ironman Hawaii         | Hawaii            | 13:27:36 | Platz 24 in der Altersklasse |
| 12. Okt. 2013 | 439   | Ironman Hawaii         | Hawaii            | 13:19:55 | Platz 47 in der Altersklasse |
| 13. Okt. 2012 | 425   | Ironman Hawaii         | Hawaii            | 13:32:39 | Platz 41 in der Altersklasse |
| 18. Okt. 2003 |       | Ironman Hawaii         | Hawaii            | 12:24:12 | |
| 3. Aug. 2003  | 135   | Half Vineman Triathlon | Santa Rosa County | 05:34:33 | |
| 26. Okt. 1985 | 6     | Ironman Hawaii         | Hawaii            | 10:48:41 | |
| 22. Okt. 1983 | 15    | Ironman Hawaii         | Hawaii            | 11:34:40 | |
| 9. Okt. 1982  | 4     | Ironman Hawaii         | Hawaii            | 11:10:53 | |
| 6. Feb. 1982  | 1     | Ironman Hawaii         | Hawaii            | 11:09:40 | Im Februar 1982 konnte Kathleen McCartney den Triathlon auf Hawaii (3,86 km Schwimmen, 180,2 km Radfahren, 42,195 km Laufen) knapp vor Julie Moss für sich entscheiden. |